# Midtown Miami
Midtown Miami è il nome d'insieme per i quartieri di Wynwood ed Edgewater di Miami in Florida (Stati Uniti d'America), a nord di Downtown ed a sud del Miami Design District, con una popolazione nel 2010 di 25.623 abitanti.

## Geografia
Il quartiere è approssimativamente delimitato dalla North 17th Street a sud, dalla Interstate 195 a nord, dalla Interstate 95 ad ovest e dalla Baia di Biscayne ad est. La zona ad est di North Miami Avenue è il quartiere di Edgewater, mentre quella ad ovest costituisce il quartiere di Wynwood.
Il quartiere ospita anche il Beverly Terrace Historic District, che riguarda due edifici ai civici 3224 e 3300 di Biscayne Boulevard, costruiti nel 1925 dagli architetti Hampton e Ehmann. Risalenti al periodo del boom immobiliare, questi edifici in stile Mediterranean Revival sono stati riconosciuti come distretto storico nel 2003. La Davenport and Rich Development Company pianificò inizialmente la costruzione di quattro edifici con una fontana centrale all'incrocio tra Biscayne Boulevard e NE 33rd Street; in realtà il quarto edificio non fu mai costruito ed il terzo demolito.

## Storia
I lavori per la costruzione di "Midtown Miami" iniziarono nel 2005 sulla NE 36th Street. Il progetto prevedeva uno sviluppo urbano su larga scala con otto edifici residenziali con un elevato numero di piani, un hotel, due parchi ed una zona commerciale chiamata The Shops at Midtown, un'area commerciale all'aperto che voleva richiamare il quartiere di SOHO a New York.
A seguito della fine della bolla immobiliare nel 2007, furono costruiti solo due edifici residenziali e circa due terzi di "The Shops at Midtown". A luglio 2011 furono annunciati piani per iniziare un nuovo centro di intrattenimenti a Midtown, includendo un hotel, un cinema e dei negozi al posto dell'attuale parco nel centro di Midtown, sebbene le critiche principali su Midtown si concentrano proprio sulla mancanza di parchi.

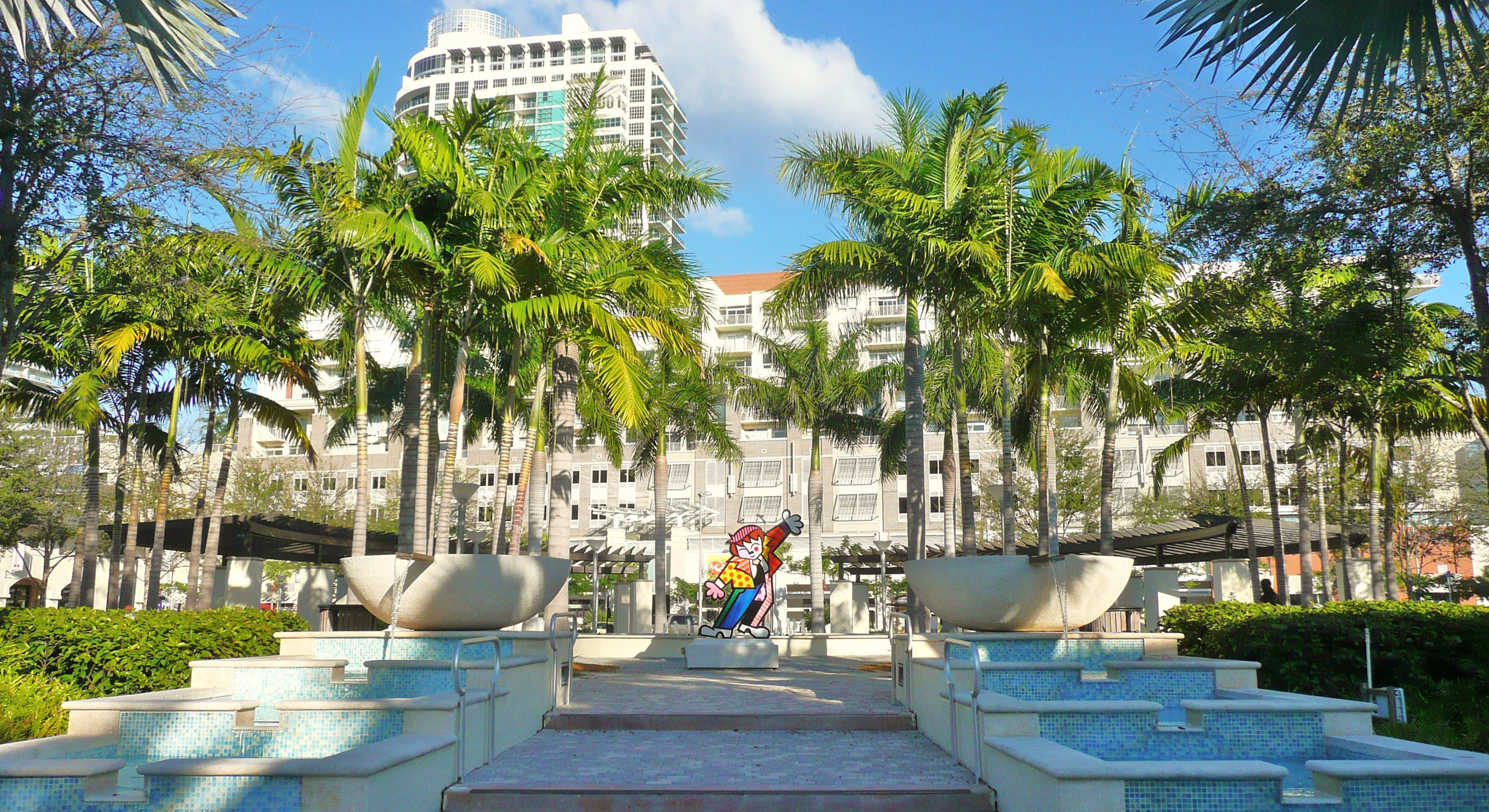
Viale di Shops at Midtown

Anche il quartier generale statunitense della Bacardi si trovava in edifici presso Midtown Miami.

Nel 2007 la Bacardi decise di trasferire in un complesso presso Coral Gables il suo quartier generale, centralizzando in questa nuova sede gli impiegati che lavoravano a quel tempo in sette differenti sedi nel sud della Florida.

Una volta liberati gli edifici da parte della Bacardi, i cittadini di Miami iniziarono una campagna per includere gli edifici nel patrimonio storico della città. 
A fine del 2012, la National YoungArts Foundation acquistò gli edifici della Bacardi e li trasformò nella sua sede nazionale.

## Eventi
Midtown è la sede della fiera d'arte Art Miami, che si tiene durante la Art Basel week di Miami.

## Galleria d'immagini

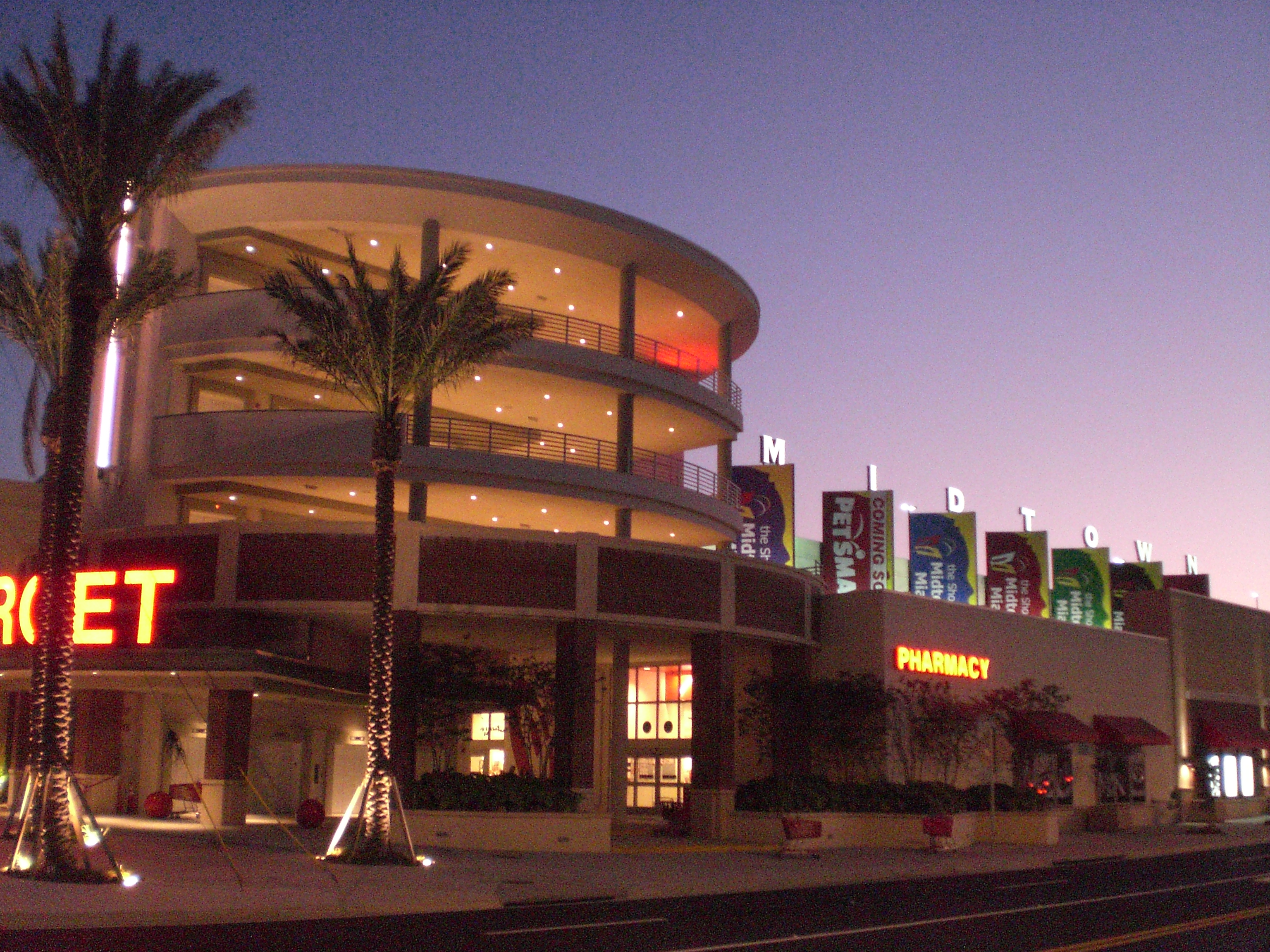
Shops at Midtown
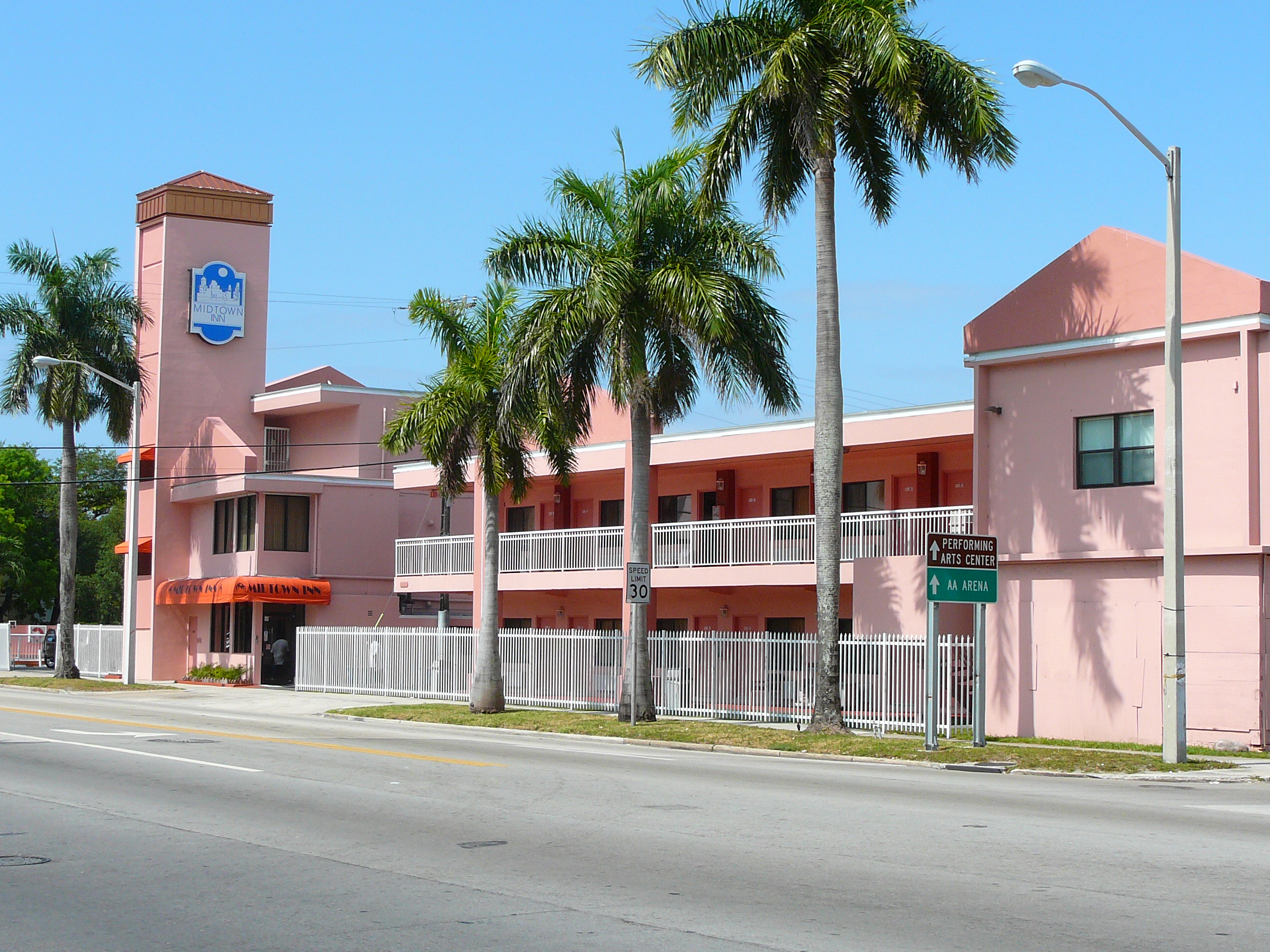
Midtown Inn